# Heiko Gigler
Heiko Gigler (* 17. Juni 1996) ist ein österreichischer Schwimmer. Bei den Schwimmeuropameisterschaften 2022 holte er mit der Staffel über 4 × 100 Meter Lagen die Bronzemedaille und bei den Schwimmeuropameisterschaften 2024 die Goldmedaille.

## Leben
Heiko Gigler vom SV Spittal (Spittal an der Drau)  nahm bei seinem Olympiadebüt bei den aufgrund der COVID-19-Pandemie auf 2021 verschobenen Olympischen Spielen 2020 in Tokio im Juli 2021 für Österreich über 50 m Freistil teil.
Im April 2022 verbesserte er über 100 m Kraul seinen eigenen österreichischen Rekord und unterbot die von ihm in Eindhoven aufgestellte Bestmarke um 0,34 Sekunden auf 48,82 Sekunden. Anfang August 2022 wurde er vierfacher Österreichischer Staatsmeister über 50 Meter Schmetterling, 50 Meter Freistil, 100 Meter Brust und 100 Meter Freistil.
Ebenfalls im August 2022 kam er bei den Europameisterschaften in Rom über 100 Meter Freistil auf den zwölften Platz und holte mit der Schwimmstaffel über 4 × 100 m Lagen die Bronzemedaille. Damit sorgten Bernhard Reitshammer (Rücken), Valentin Bayer (Brust), Simon Bucher (Delfin) und Heiko Gigler (Kraul) für die zweite EM-Medaille einer Staffel des Österreichischen Schwimmverbandes (OSV). Davor eroberten Dominik Koll, Markus Rogan, David Brandl und Dinko Jukić 2008 in Eindhoven über 4 × 200 m Kraul eine EM-Staffel-Medaille. Im Juni 2022 kamen Reitshammer, Bayer, Bucher und Gigler bei den Schwimmweltmeisterschaften 2022 auf Platz sieben. Bei den Kurzbahneuropameisterschaften 2023 in Otopeni in Rumänien belegte er im Dezember 2023  über 100 m Lagen den sechsten Platz.
Bei den Weltmeisterschaften 2024 in Doha erreichte er im Februar 2024 mit der Männer-Staffel Platz sechs und qualifizierte sich damit für die Teilnahme an den Olympischen Spielen 2024 in Paris. Im Juni 2024 holte die OSV-Männer-Staffel mit Reitshammer, Bayer, Bucher und Gigler bei den Schwimmeuropameisterschaften 2024 in Belgrad die Goldmedaille über 4 × 100 m Lagen.
Gigler ist Sportler des Heeresleistungssportzentrum (HLSZ) Graz des Österreichischen Bundesheers.

## Auszeichnungen und Nominierungen
- 2022: Sportleistungsmedaille des Landes Kärnten in Bronze[14][15]
- 2024: Nominierung als Kärntens Sportler des Jahres,[16] Wahl auf den zweiten Platz hinter Daniel Tschofenig.[17]